# Prison de Newgate
Newgate Prison
La prison de Newgate (en anglais : Newgate Prison) est une ancienne prison britannique située à Londres.
La prison est initialement installée en 1188, dans les murs de la Newgate (la « porte Neuve »), l'une des sept portes historiques de la Cité de Londres, située à l'angle de Newgate Street et de Old Bailey. Puis elle fut agrandie et reconstruite de nombreuses fois, vers l'emplacement de l'actuelle Haute Cour criminelle de Old Bailey, à deux pas la cathédrale Saint-Paul.
De 1783 à 1902, elle fut le théâtre de 1 169 exécutions (soit un peu moins de 10 par an). La prison ferma définitivement en 1902 et fut démolie deux ans plus tard, pour permettre la construction du tribunal qui fut inauguré en 1907.

## Conditions de détention
Les conditions sanitaires y sont déplorables. À partir de 1734, John Theophilus Desaguliers, et le physiologiste, chimiste et inventeur britannique Stephen Hales, introduisent les ventilateurs mécaniques pour aérer la Prison de Newgate, les hôpitaux et surtout les Chambres des communes : en 1750 un comité est institué à Londres, créé par la Royal Society pour examiner le mauvais état de ventilation de ces prisons qui produit alors « la maladie bien connue sous le nom de fièvre des prisons ». Sir John Pringle auteur de Observations on the Nature and Cure of Hospital and Jayl Fevers et le docteur Hales recommandent l'usage d'un ventilateur inventé par ce dernier et bientôt les décès à Newgate diminuent, passant de sept à huit par semaine à environ deux par mois. On a une idée de ce qu'est alors la prison de Newgate par le fait que des onze ouvriers employés pour installer le ventilateur, sept sont victimes de la fièvre et un en meurt.
Devant la quasi-disparition des décès par la « fièvre des prisons », l'usage des ventilateurs inventés par Stephen Hales, se généralise dans ces établissements, ainsi que dans les hospices et les navires. Leur emploi se répand également en France, où Hales obtiendra du roi Louis XV, à l'occasion d'une guerre avec la France, l'autorisation de faire installer de tels dispositifs dans les dépôts où sont retenus des prisonniers anglais.
Au début du XIXe siècle, la prison a attiré l'attention de la réformatrice sociale Elizabeth Fry. Elle était particulièrement préoccupée par les conditions difficiles de détention des femmes (et de leurs enfants). Après avoir présenté des preuves à la Chambre des communes, des améliorations ont été apportées, comme en 1858, avec l'aménagement de cellules individuelles.

## Exécutions
En 1783, le gibet de Londres a été déplacé de Tyburn à Newgate. Les exécutions publiques en dehors de la prison de Newgate ont continué à attirer de grandes foules car les potences étaient érigées dans Newgate Street. Il était également possible de visiter la prison en obtenant un permis délivré par le maire de la ville de Londres ou par un shérif. Les condamnés à mort étaient maintenus dans des cellules sombres et étroites séparées de Newgate Street par une paroi épaisse et ne recevant qu'une faible lumière de la cour intérieure. Jusqu'au XXe siècle, les exécuteurs étaient formés à Newgate. L'un des plus célèbres bourreaux officiant à Newgate a été William Marwood qui a perfectionné la méthode de pendaison dite « Long Drop ».
À partir de 1868, les exécutions publiques ont été abandonnées : le 26 mai 1868, Michael Barrett a été le dernier condamné à être pendu en place publique (et le dernier à être exécuté publiquement en Grande-Bretagne). L'un des derniers bourreaux de Newgate a été John Ellis, en 1901. La dernière pendaison à Newgate a été réalisée par William Billington (en), le 6 mai 1902.

Prison de Newgate
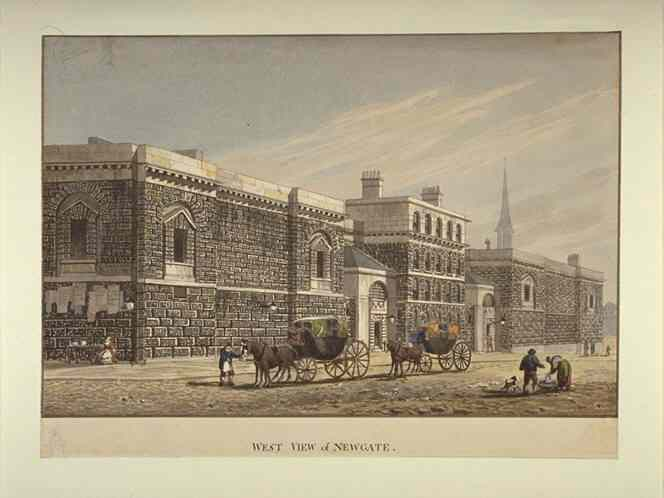
La seconde prison de Newgate sur un dessin du XIXe siècle : A West View of Newgate par George Shepherd (en)
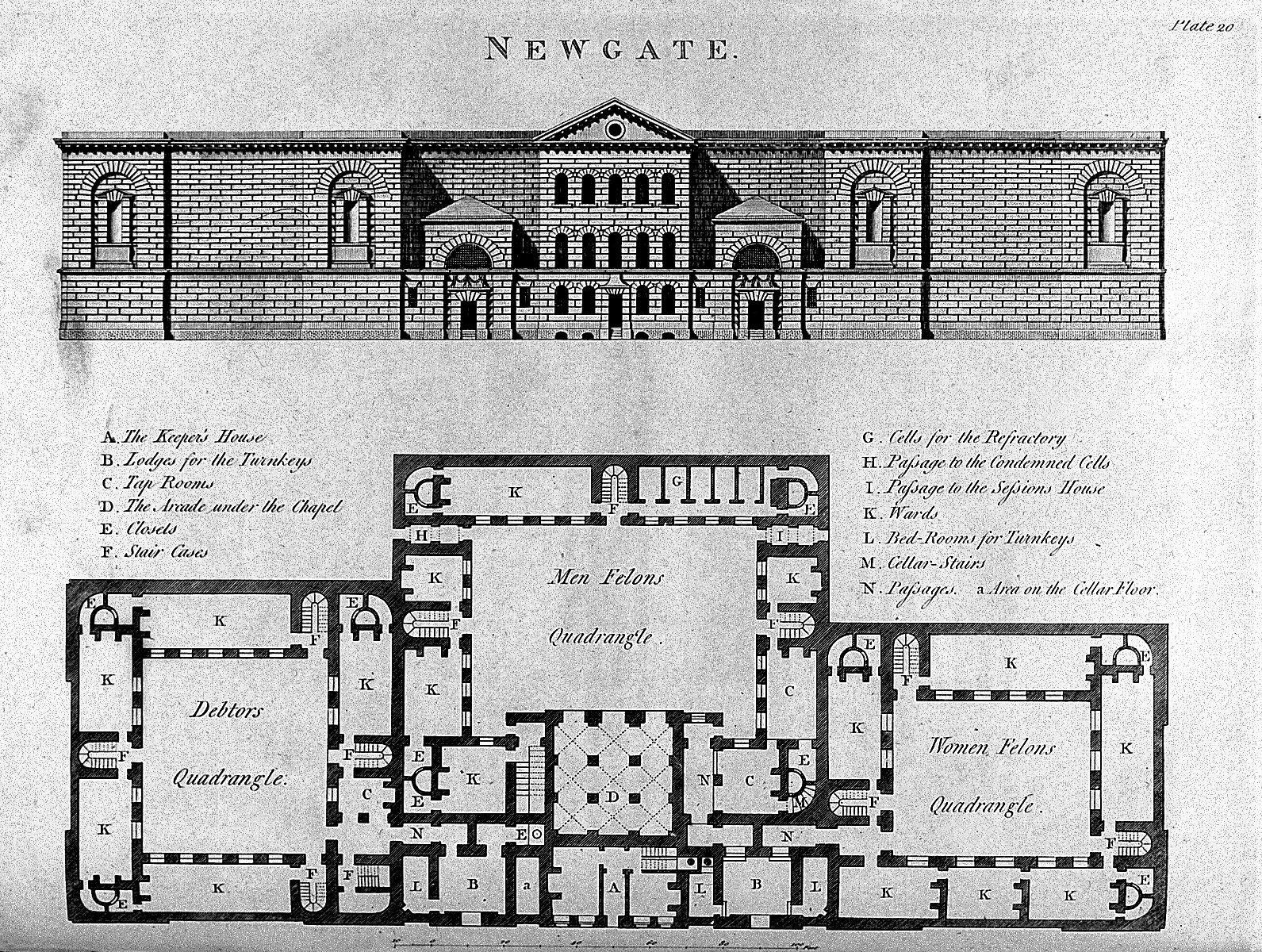
Un plan de la prison publié en 1800
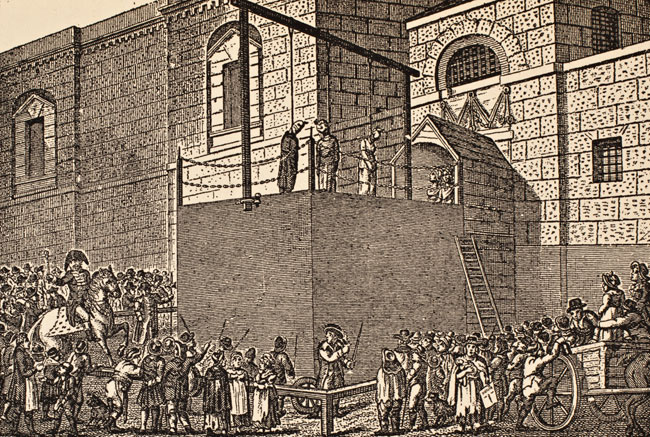
Une exécution en dehors de Newgate
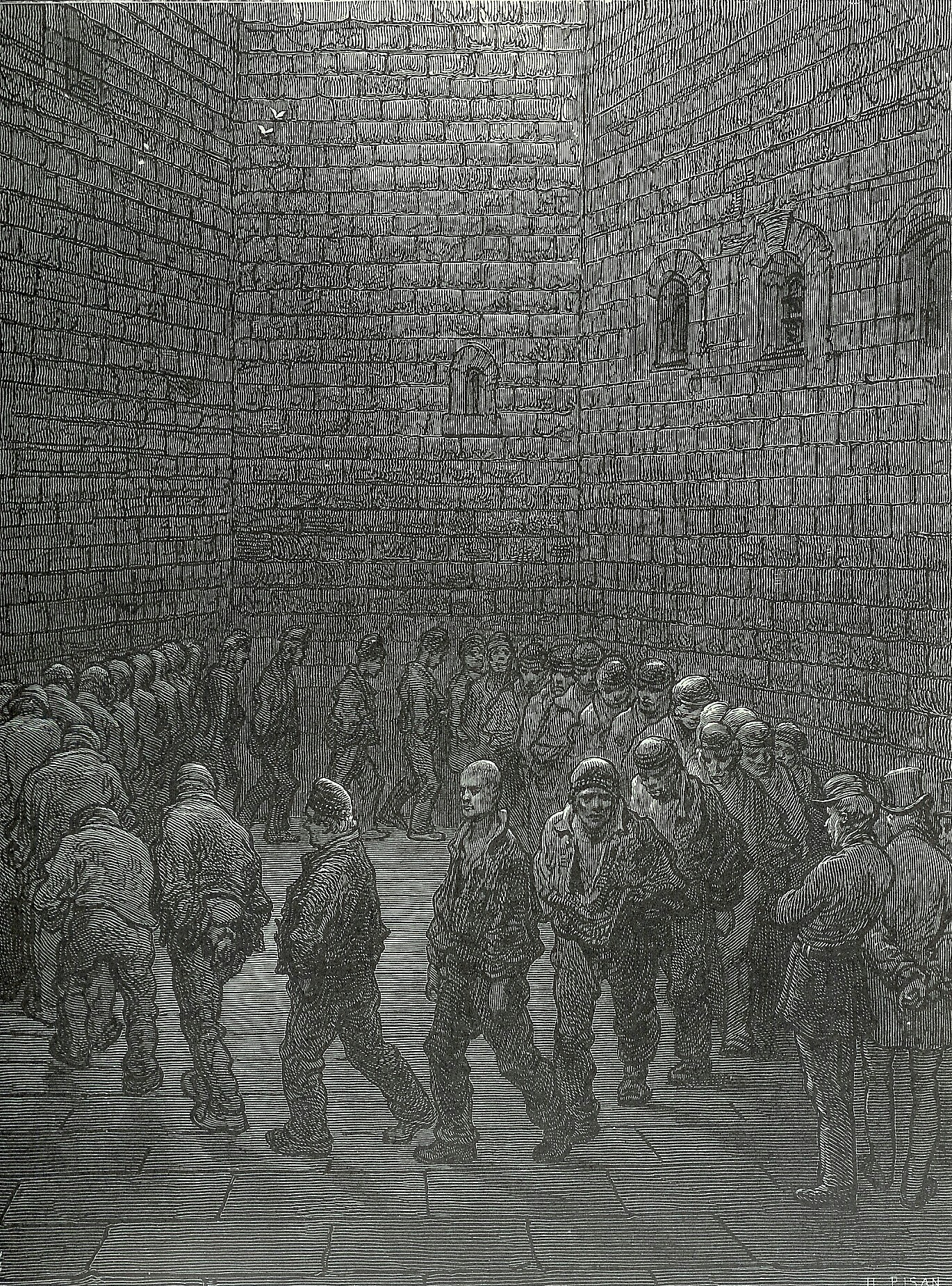
Cours de promenade en 1872, par Gustave Doré
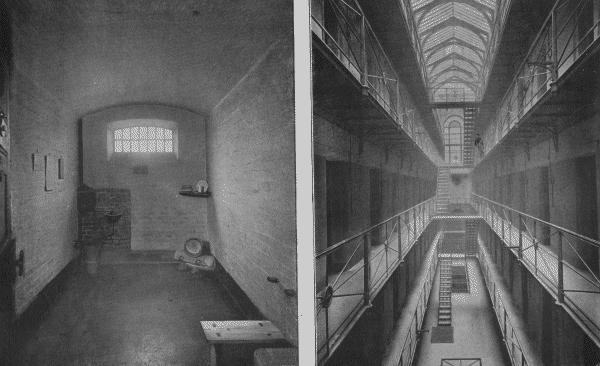
Une cellule et les coursives intérieures en 1896
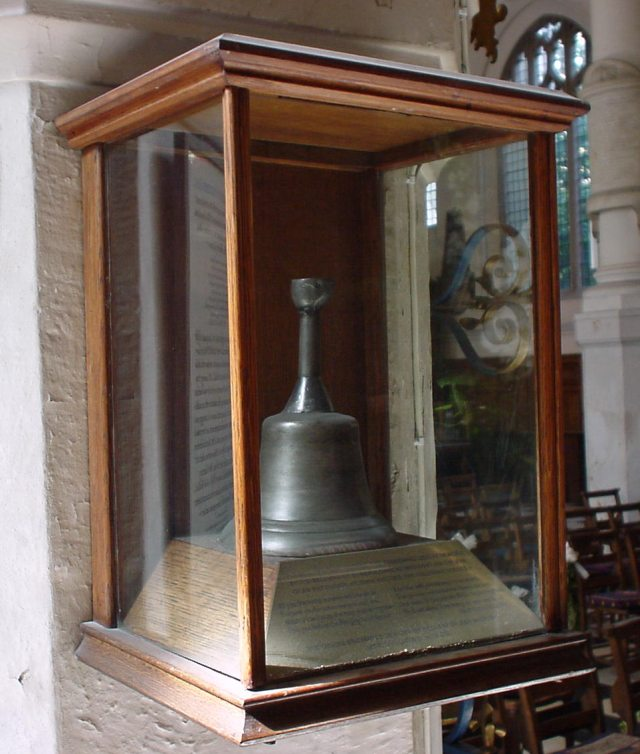
La cloche d'exécution, conservée dans l'église anglicane du Saint-Sépulcre

## Détenus notables
- John Biddle, théologien unitarien ;
- William Cobbett, journaliste et homme politique ;
- Daniel Defoe, auteur de Robinson Crusoé et Heurs et Malheurs de la fameuse Moll Flanders (dans ce dernier ouvrage, Moll Flanders sera elle-même emprisonnée à Newgate) ;
- Roger Filcock, prêtre
- Lord George Gordon, politicien excentrique et contestataire qui tenta d’incendier Newgate ;
- le bienheureux Nicolas Horner, laïc catholique (tailleur) ;
- Ben Jonson, dramaturge et poète, emprisonné pour avoir tué en duel l’acteur Gabriel Spenser ;
- William Kidd, pirate ;
- John Law de Lauriston, aventurier, banquier et économiste ;
- Titus Oates, célèbre parjure ;
- William Penn, fondateur de la Pennsylvanie ;
- Jack Sheppard, célèbre voleur, pendu à Tyburn ;
- Saint Robert Southwell, prêtre jésuite catholique ;
- le bienheureux Thomas Whitbread, prêtre jésuite ;
- Thomas Neill Cream, dit « L'empoisonneur de Lambeth », assassin de quatre prostituées à la strychnine, y fut pendu en 1892.
- James Pratt et John Smith : deux dernières personnes à être exécutées pour sodomie en Angleterre.

## Littérature
- The Newgate Calendar
- Thackeray a appelé « l'École du roman de Newgate » (Newgate School of Fiction)[5], les romans qui présentent des composantes criminelles et policières, comme ceux de Wilkie Collins et Ainsworth, reprochant à leurs auteurs de faire l'apologie du crime, en idéalisant la délinquance et poétisant les criminels.
- Newgate apparaît dans un certain nombre de romans de Charles Dickens, y compris Oliver Twist, le Conte de deux cités, Barnabé Rudge et Les Grandes Espérances, et constitue le sujet d’un essai entier dans son œuvre Esquisses de Boz.
- Newgate est également dépeint dans :
  - Daniel Defoe dans son roman Heurs et Malheurs de la fameuse Moll Flanders
  - William Godwin dans son roman Caleb Williams
  - Walter Scott dans son roman Peveril du Pic
  - Michael Crichton dans son roman la Grande Attaque du train d'or
  - Neal Stephenson dans son Cycle baroque
  - Joseph O'Connor dans son roman l’Étoile des mers, où une section concerne l’emprisonnement d’un personnage et son évasion de Newgate.
  - Bernard Cornwell dans son roman Gallows Thief